# 沈边土司
沈边土司是明朝至清朝时期四川境内的一个世袭土司，为嘉绒十八土司之一。其辖境在今甘孜藏族自治州泸定县境内。
沈边土司并非嘉绒人，其土司姓余，自称是蒙古黄金家族的后裔。1639年，余锡伯跟随明军攻入康区，因功受封沈边百户，开创沈边土司。其治所位于沈边，在今日泸定县兴隆镇的沈村。
沈边土司扼守茶马古道要路，该地区有重要渡口。其与冷边土司隔着大渡河相望，万历年间，冷边土司联合始阳土司、汉源土司突袭沈边。土司余福宝率军抵抗，经过一番激烈战斗后，沈边大败冷边，从此双方交恶不再往来。直至1754年（乾隆十九年），冷边土司与沈边土司联姻，双方才得以和解。
1705年（康熙四十四年），第十二任土司余明奇派人协助修建泸定桥，此桥后来成为川藏交通的重要桥梁。
1911年，赵尔丰没收末代土司余启麟的印信，将其废为庶人，沈边土司被改土归流。

## 历任土司
1. 余伯昔（余锡伯）
2. 余毕泽
3. 余恩山
4. 余长寿
5. 余初宝
6. 余景禄
7. 余结宝
8. 余福宝
9. 余永忠
10. 余从国
11. 余期援
12. 余明奇
13. 余世统
14. 余显仁
15. 余洪泽
16. 余国瑞
17. 余尚祥
18. 余铭华
19. 余志祥
20. 余启麟